# Salto (gymnastiek)

Een animatie van een salto

Een salto is een koprol in de lucht.  Een salto kan vooruit of achteruit gemaakt worden waarbij al dan niet een schroef (in de lengte om de as draaien) toegepast wordt.
Een salto wordt uitgevoerd in verschillende disciplines van de sport. In de gymnastiek is de salto een veelvoorkomende oefening, waarbij men vaak nog varieert.
Bij alle salto's is het van belang, dat men eerst goed omhoog gaat, zodat men in de zweeffase (het hoogste punt) genoeg tijd heeft om een mooie salto te draaien.
Zoals al eerder gezegd is er de gewone salto, die men dan nog met allerlei vormen kan variëren. De gemakkelijkste en dus ook de meest voorkomende zijn de hoeksalto, streksalto, dubbele salto, contra en de schroef.

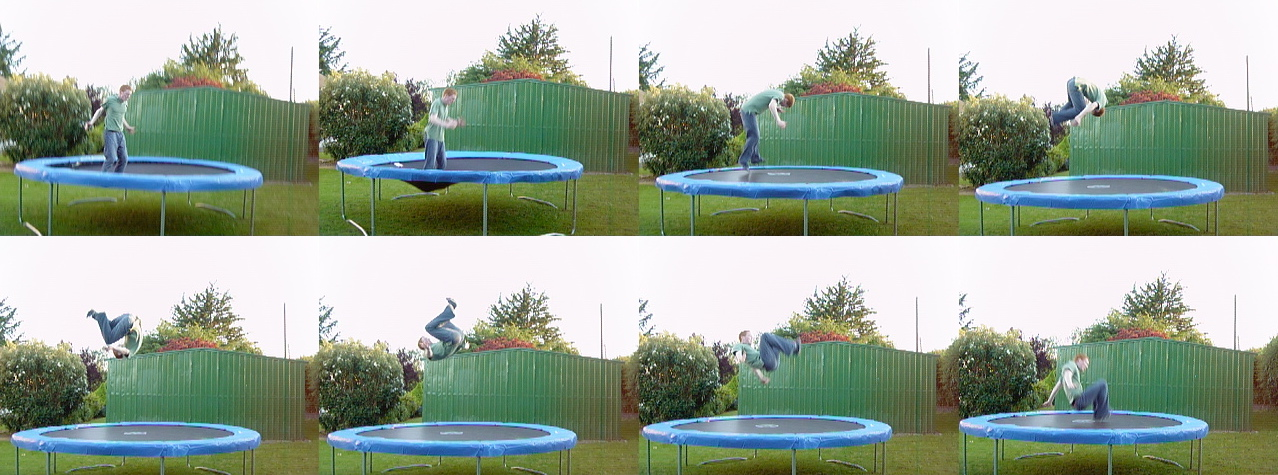
Een salto op een trampoline.

## Varianten
- gewone salto: Men maakt zich zo klein mogelijk, dit toont mooier en men zal ook sneller gaan draaien.
- hoeksalto: hetzelfde als de gewone salto, alleen dan met gestrekte knieën.
- streksalto: men spant zich helemaal aan.
- dubbele salto: twee salto's maken in één sprong.
- gainer (tegensalto): een salto waarbij men draait in tegengestelde richting van je sprong.
- schroef: de schroef is een vooruit- of achteruitsalto waarbij men een hele draai om zijn as maakt. Deze wordt ook wel een 360 genoemd, dit is 180 graden meer dan dat je zou draaien bij een barani, deze is wel voorover.